# Liste des planètes mineures non numérotées découvertes en septembre 2016
Pour un article plus général, voir Liste des planètes mineures non numérotées découvertes en 2016.
Pour un article plus général, voir Liste des planètes mineures.
Cet article dresse la liste des planètes mineures (astéroïdes, centaures, objets transneptuniens et assimilés) non numérotées découvertes en septembre 2016 dans l'ordre de leur découverte.
Au 15 janvier 2025, 661 077 des 1 434 993 planètes mineures répertoriées par le Centre des planètes mineures ne sont pas encore numérotées, soit 46,07 %.

## Rappel concernant la désignation provisoire
La désignation provisoire indique l'ordre de découverte de ces objets. En effet, cette désignation est composée de l'année de découverte (par exemple 2016) suivie de la quinzaine (demi-mois) de découverte (p.e. A = 1-15 janvier) puis de l'ordre de découverte dans cette quinzaine. Cet ordre est indiqué par une lettre et éventuellement un chiffre comme suit : A pour la première découverte, B pour la deuxième, ..., Z pour la 25e (le I n'est pas utilisé pour éviter la confusion avec 1), A1 pour la 26e, B1 pour la 27e, etc. , Z1 pour la 50e, A2 pour la 51e, B2 pour la 52e, etc. L'ordre de la numérotation ne suit donc pas l'ordre alphanumérique. 2016 AA1 suit ainsi 2016 AZ et précède 2016 AB1.

## Liste

### Du1erau 15 septembre 2016
- 2016 RE
- 2016 RF
- 2016 RG
- 2016 RL
- 2016 RN
- 2016 RP
- 2016 RR
- 2016 RS
- 2016 RT
- 2016 RU
- 2016 RV
- 2016 RW
- 2016 RX
- 2016 RY
- 2016 RZ
- 2016 RA1
- 2016 RB1
- 2016 RC1
- 2016 RE1
- 2016 RJ1
- 2016 RK1
- 2016 RM1
- 2016 RN1
- 2016 RP1
- 2016 RQ1
- 2016 RR1
- 2016 RS1
- 2016 RT1
- 2016 RU1
- 2016 RV1
- 2016 RW1
- 2016 RX1
- 2016 RD2
- 2016 RE2
- 2016 RL2
- 2016 RM2
- 2016 RR2
- 2016 RW2
- 2016 RY2
- 2016 RD3
- 2016 RE3
- 2016 RG3
- 2016 RH3
- 2016 RK3
- 2016 RA4
- 2016 RB4
- 2016 RD4
- 2016 RF4
- 2016 RK4
- 2016 RL4
- 2016 RT4
- 2016 RU4
- 2016 RX4
- 2016 RZ4
- 2016 RE5
- 2016 RL5
- 2016 RM5
- 2016 RP5
- 2016 RR5
- 2016 RU5
- 2016 RB6
- 2016 RD6
- 2016 RF6
- 2016 RM6
- 2016 RN6
- 2016 RT6
- 2016 RA7
- 2016 RC7
- 2016 RG7
- 2016 RH7
- 2016 RN7
- 2016 RQ7
- 2016 RR7
- 2016 RU7
- 2016 RY7
- 2016 RZ7
- 2016 RA8
- 2016 RD8
- 2016 RE8
- 2016 RG8
- 2016 RK8
- 2016 RL8
- 2016 RT8
- 2016 RX8
- 2016 RY8
- 2016 RB9
- 2016 RD9
- 2016 RE9
- 2016 RG9
- 2016 RJ9
- 2016 RM9
- 2016 RN9
- 2016 RO9
- 2016 RP9
- 2016 RQ9
- 2016 RR9
- 2016 RS9
- 2016 RY9
- 2016 RA10
- 2016 RD10
- 2016 RJ10
- 2016 RL10
- 2016 RM10
- 2016 RN10
- 2016 RO10
- 2016 RP10
- 2016 RR10
- 2016 RT10
- 2016 RY10
- 2016 RH11
- 2016 RK11
- 2016 RM11
- 2016 RW11
- 2016 RX11
- 2016 RA12
- 2016 RC12
- 2016 RD12
- 2016 RF12
- 2016 RK12
- 2016 RQ12
- 2016 RR12
- 2016 RU12
- 2016 RW12
- 2016 RX12
- 2016 RA13
- 2016 RB13
- 2016 RF13
- 2016 RG13
- 2016 RL13
- 2016 RP13
- 2016 RU13
- 2016 RV13
- 2016 RW13
- 2016 RY13
- 2016 RA14
- 2016 RB14
- 2016 RD14
- 2016 RE14
- 2016 RJ14
- 2016 RT14
- 2016 RU14
- 2016 RV14
- 2016 RZ14
- 2016 RD15
- 2016 RE15
- 2016 RF15
- 2016 RG15
- 2016 RO15
- 2016 RP15
- 2016 RR15
- 2016 RT15
- 2016 RO16
- 2016 RR16
- 2016 RT16
- 2016 RX16
- 2016 RY16
- 2016 RA17
- 2016 RF17
- 2016 RG17
- 2016 RH17
- 2016 RJ17
- 2016 RK17
- 2016 RL17
- 2016 RM17
- 2016 RN17
- 2016 RO17
- 2016 RP17
- 2016 RQ17
- 2016 RS17
- 2016 RT17
- 2016 RU17
- 2016 RV17
- 2016 RW17
- 2016 RX17
- 2016 RY17
- 2016 RZ17
- 2016 RA18
- 2016 RB18
- 2016 RC18
- 2016 RD18
- 2016 RE18
- 2016 RF18
- 2016 RG18
- 2016 RH18
- 2016 RJ18
- 2016 RL18
- 2016 RR18
- 2016 RX18
- 2016 RA19
- 2016 RC19
- 2016 RF19
- 2016 RG19
- 2016 RJ19
- 2016 RL19
- 2016 RN19
- 2016 RQ19
- 2016 RR19
- 2016 RS19
- 2016 RT19
- 2016 RU19
- 2016 RV19
- 2016 RW19
- 2016 RX19
- 2016 RY19
- 2016 RZ19
- 2016 RA20
- 2016 RB20
- 2016 RC20
- 2016 RD20
- 2016 RE20
- 2016 RF20
- 2016 RG20
- 2016 RH20
- 2016 RJ20
- 2016 RK20
- 2016 RL20
- 2016 RM20
- 2016 RN20
- 2016 RO20
- 2016 RP20
- 2016 RQ20
- 2016 RR20
- 2016 RS20
- 2016 RT20
- 2016 RU20
- 2016 RW20
- 2016 RX20
- 2016 RG21
- 2016 RP21
- 2016 RS21
- 2016 RU21
- 2016 RV21
- 2016 RB22
- 2016 RD22
- 2016 RF22
- 2016 RK22
- 2016 RN22
- 2016 RP22
- 2016 RQ22
- 2016 RT22
- 2016 RV22
- 2016 RC23
- 2016 RE23
- 2016 RG23
- 2016 RL23
- 2016 RS23
- 2016 RW23
- 2016 RY23
- 2016 RB24
- 2016 RD24
- 2016 RE24
- 2016 RH24
- 2016 RK24
- 2016 RL24
- 2016 RM24
- 2016 RP24
- 2016 RQ24
- 2016 RV24
- 2016 RA25
- 2016 RB25
- 2016 RF25
- 2016 RQ25
- 2016 RR25
- 2016 RV25
- 2016 RY25
- 2016 RA26
- 2016 RB26
- 2016 RD26
- 2016 RE26
- 2016 RF26
- 2016 RJ26
- 2016 RN26
- 2016 RT26
- 2016 RE27
- 2016 RH27
- 2016 RL27
- 2016 RM27
- 2016 RR27
- 2016 RU27
- 2016 RV27
- 2016 RY27
- 2016 RG28
- 2016 RO28
- 2016 RR28
- 2016 RV28
- 2016 RW28
- 2016 RX28
- 2016 RZ28
- 2016 RA29
- 2016 RB29
- 2016 RD29
- 2016 RG29
- 2016 RK29
- 2016 RL29
- 2016 RM29
- 2016 RT29
- 2016 RY29
- 2016 RZ29
- 2016 RC30
- 2016 RE30
- 2016 RH30
- 2016 RL30
- 2016 RN30
- 2016 RO30
- 2016 RT30
- 2016 RW30
- 2016 RB31
- 2016 RC31
- 2016 RG31
- 2016 RK31
- 2016 RM31
- 2016 RR31
- 2016 RU31
- 2016 RA32
- 2016 RH32
- 2016 RM32
- 2016 RQ32
- 2016 RB33
- 2016 RC33
- 2016 RE33
- 2016 RL33
- 2016 RP33
- 2016 RQ33
- 2016 RR33
- 2016 RS33
- 2016 RT33
- 2016 RU33
- 2016 RV33
- 2016 RW33
- 2016 RY33
- 2016 RZ33
- 2016 RA34
- 2016 RB34
- 2016 RC34
- 2016 RD34
- 2016 RE34
- 2016 RF34
- 2016 RG34
- 2016 RK34
- 2016 RN34
- 2016 RO34
- 2016 RP34
- 2016 RQ34
- 2016 RR34
- 2016 RS34
- 2016 RW34
- 2016 RH35
- 2016 RN35
- 2016 RS35
- 2016 RW35
- 2016 RY35
- 2016 RZ35
- 2016 RD36
- 2016 RH36
- 2016 RM36
- 2016 RR36
- 2016 RS36
- 2016 RU36
- 2016 RX36
- 2016 RY36
- 2016 RZ36
- 2016 RE37
- 2016 RF37
- 2016 RJ37
- 2016 RN37
- 2016 RY37
- 2016 RC38
- 2016 RD38
- 2016 RF38
- 2016 RH38
- 2016 RM38
- 2016 RV38
- 2016 RW38
- 2016 RY38
- 2016 RZ38
- 2016 RD39
- 2016 RE39
- 2016 RF39
- 2016 RG39
- 2016 RJ39
- 2016 RK39
- 2016 RP39
- 2016 RS39
- 2016 RC40
- 2016 RF40
- 2016 RG40
- 2016 RH40
- 2016 RJ40
- 2016 RK40
- 2016 RL40
- 2016 RM40
- 2016 RN40
- 2016 RO40
- 2016 RP40
- 2016 RR40
- 2016 RS40
- 2016 RW40
- 2016 RX40
- 2016 RY40
- 2016 RZ40
- 2016 RA41
- 2016 RB41
- 2016 RC41
- 2016 RD41
- 2016 RE41
- 2016 RF41
- 2016 RH41
- 2016 RJ41
- 2016 RN41
- 2016 RP41
- 2016 RQ41
- 2016 RV41
- 2016 RF42
- 2016 RQ42
- 2016 RR42
- 2016 RS42
- 2016 RT42
- 2016 RU42
- 2016 RV42
- 2016 RW42
- 2016 RB43
- 2016 RF43
- 2016 RG43
- 2016 RJ43
- 2016 RL43
- 2016 RO43
- 2016 RP43
- 2016 RS43
- 2016 RU43
- 2016 RW43
- 2016 RY43
- 2016 RZ43
- 2016 RB44
- 2016 RE44
- 2016 RF44
- 2016 RG44
- 2016 RH44
- 2016 RK44
- 2016 RL44
- 2016 RN44
- 2016 RQ44
- 2016 RR44
- 2016 RB45
- 2016 RK45
- 2016 RP45
- 2016 RR45
- 2016 RT45
- 2016 RO46
- 2016 RF48
- 2016 RK48
- 2016 RQ48
- 2016 RB49
- 2016 RD49
- 2016 RJ49
- 2016 RN49
- 2016 RP49
- 2016 RT49
- 2016 RW49
- 2016 RY49
- 2016 RH50
- 2016 RN50
- 2016 RQ50
- 2016 RR50
- 2016 RS50
- 2016 RT50
- 2016 RW50
- 2016 RX50
- 2016 RY50
- 2016 RZ50
- 2016 RA51
- 2016 RB51
- 2016 RD51
- 2016 RF51
- 2016 RG51
- 2016 RJ51
- 2016 RK51
- 2016 RL51
- 2016 RM51
- 2016 RN51
- 2016 RP51
- 2016 RQ51
- 2016 RS51
- 2016 RT51
- 2016 RW51
- 2016 RZ51
- 2016 RA52
- 2016 RB52
- 2016 RC52
- 2016 RF52
- 2016 RG52
- 2016 RH52
- 2016 RJ52
- 2016 RK52
- 2016 RL52
- 2016 RM52
- 2016 RO52
- 2016 RP52
- 2016 RQ52
- 2016 RR52
- 2016 RS52
- 2016 RT52
- 2016 RU52
- 2016 RV52
- 2016 RW52
- 2016 RX52
- 2016 RY52
- 2016 RZ52
- 2016 RA53
- 2016 RC53
- 2016 RD53
- 2016 RE53
- 2016 RF53
- 2016 RG53
- 2016 RH53
- 2016 RJ53
- 2016 RK53
- 2016 RL53
- 2016 RM53
- 2016 RN53
- 2016 RO53
- 2016 RP53
- 2016 RQ53
- 2016 RR53
- 2016 RS53
- 2016 RT53
- 2016 RU53
- 2016 RV53
- 2016 RW53
- 2016 RX53
- 2016 RY53
- 2016 RA54
- 2016 RB54
- 2016 RC54
- 2016 RD54
- 2016 RE54
- 2016 RF54
- 2016 RG54
- 2016 RH54
- 2016 RJ54
- 2016 RK54
- 2016 RL54
- 2016 RM54
- 2016 RN54
- 2016 RO54
- 2016 RP54
- 2016 RQ54
- 2016 RR54
- 2016 RS54
- 2016 RU54
- 2016 RV54
- 2016 RX54
- 2016 RY54
- 2016 RZ54
- 2016 RA55
- 2016 RB55
- 2016 RC55
- 2016 RD55
- 2016 RE55
- 2016 RF55
- 2016 RG55
- 2016 RH55
- 2016 RJ55
- 2016 RL55
- 2016 RM55
- 2016 RN55
- 2016 RO55
- 2016 RP55
- 2016 RQ55
- 2016 RR55
- 2016 RS55
- 2016 RT55
- 2016 RU55
- 2016 RW55
- 2016 RX55
- 2016 RY55
- 2016 RZ55
- 2016 RA56
- 2016 RB56
- 2016 RC56
- 2016 RD56
- 2016 RE56
- 2016 RF56
- 2016 RH56
- 2016 RJ56
- 2016 RK56
- 2016 RL56
- 2016 RM56
- 2016 RN56
- 2016 RO56
- 2016 RP56
- 2016 RQ56
- 2016 RR56
- 2016 RS56
- 2016 RT56
- 2016 RW56
- 2016 RX56
- 2016 RY56
- 2016 RZ56
- 2016 RA57
- 2016 RB57
- 2016 RC57
- 2016 RD57
- 2016 RE57
- 2016 RF57
- 2016 RH57
- 2016 RJ57
- 2016 RK57
- 2016 RL57
- 2016 RM57
- 2016 RN57
- 2016 RO57
- 2016 RQ57
- 2016 RR57
- 2016 RS57
- 2016 RT57
- 2016 RU57
- 2016 RV57
- 2016 RW57
- 2016 RX57
- 2016 RA58
- 2016 RB58
- 2016 RC58
- 2016 RD58
- 2016 RF58
- 2016 RG58
- 2016 RH58
- 2016 RJ58
- 2016 RK58
- 2016 RL58
- 2016 RM58
- 2016 RO58
- 2016 RP58
- 2016 RQ58
- 2016 RR58
- 2016 RS58
- 2016 RT58
- 2016 RU58
- 2016 RV58
- 2016 RW58
- 2016 RX58
- 2016 RY58
- 2016 RZ58
- 2016 RA59
- 2016 RB59
- 2016 RC59
- 2016 RH59
- 2016 RJ59
- 2016 RK59
- 2016 RL59
- 2016 RN59
- 2016 RU59
- 2016 RV59
- 2016 RX59
- 2016 RC60
- 2016 RG60
- 2016 RK60
- 2016 RM60
- 2016 RV60
- 2016 RZ60
- 2016 RA61
- 2016 RB61
- 2016 RC61
- 2016 RD61
- 2016 RE61
- 2016 RF61
- 2016 RK61
- 2016 RM61
- 2016 RN61
- 2016 RO61
- 2016 RP61
- 2016 RQ61
- 2016 RR61
- 2016 RS61
- 2016 RT61
- 2016 RU61
- 2016 RV61
- 2016 RY61
- 2016 RZ61
- 2016 RA62
- 2016 RB62
- 2016 RC62
- 2016 RK62
- 2016 RL62
- 2016 RM62
- 2016 RN62
- 2016 RO62
- 2016 RP62
- 2016 RQ62
- 2016 RR62
- 2016 RS62
- 2016 RT62
- 2016 RU62
- 2016 RV62
- 2016 RW62
- 2016 RX62
- 2016 RY62
- 2016 RZ62
- 2016 RA63
- 2016 RB63
- 2016 RC63
- 2016 RD63
- 2016 RE63
- 2016 RF63
- 2016 RG63
- 2016 RH63
- 2016 RJ63
- 2016 RK63
- 2016 RL63
- 2016 RM63
- 2016 RN63
- 2016 RP63
- 2016 RR63
- 2016 RT63
- 2016 RU63
- 2016 RV63
- 2016 RW63
- 2016 RX63
- 2016 RY63
- 2016 RZ63
- 2016 RA64
- 2016 RB64
- 2016 RC64
- 2016 RD64
- 2016 RE64
- 2016 RH64
- 2016 RJ64
- 2016 RK64
- 2016 RL64
- 2016 RM64
- 2016 RN64
- 2016 RO64
- 2016 RP64
- 2016 RQ64
- 2016 RR64
- 2016 RS64
- 2016 RT64
- 2016 RU64
- 2016 RX64
- 2016 RZ64
- 2016 RA65
- 2016 RB65
- 2016 RD65
- 2016 RG65
- 2016 RJ65
- 2016 RK65
- 2016 RL65
- 2016 RM65
- 2016 RN65
- 2016 RO65
- 2016 RQ65
- 2016 RR65
- 2016 RS65
- 2016 RT65
- 2016 RU65
- 2016 RV65
- 2016 RW65
- 2016 RX65
- 2016 RY65
- 2016 RZ65
- 2016 RA66
- 2016 RB66
- 2016 RC66
- 2016 RD66
- 2016 RE66
- 2016 RF66
- 2016 RH66
- 2016 RJ66
- 2016 RK66
- 2016 RL66
- 2016 RM66
- 2016 RN66
- 2016 RO66
- 2016 RP66
- 2016 RQ66
- 2016 RR66
- 2016 RU66
- 2016 RV66
- 2016 RW66
- 2016 RX66
- 2016 RY66
- 2016 RZ66
- 2016 RA67
- 2016 RB67
- 2016 RC67
- 2016 RD67
- 2016 RE67
- 2016 RF67
- 2016 RG67
- 2016 RH67
- 2016 RQ67
- 2016 RR67
- 2016 RT67
- 2016 RU67
- 2016 RV67
- 2016 RW67
- 2016 RX67
- 2016 RY67
- 2016 RZ67
- 2016 RA68
- 2016 RB68
- 2016 RC68
- 2016 RD68
- 2016 RF68
- 2016 RH68
- 2016 RJ68
- 2016 RL68
- 2016 RM68
- 2016 RN68
- 2016 RO68
- 2016 RP68
- 2016 RQ68
- 2016 RR68
- 2016 RS68
- 2016 RT68
- 2016 RU68
- 2016 RV68
- 2016 RW68
- 2016 RX68
- 2016 RY68
- 2016 RZ68
- 2016 RB69
- 2016 RD69
- 2016 RE69
- 2016 RF69
- 2016 RG69
- 2016 RK69
- 2016 RM69
- 2016 RN69
- 2016 RO69
- 2016 RP69
- 2016 RR69
- 2016 RS69
- 2016 RT69
- 2016 RU69
- 2016 RV69
- 2016 RW69
- 2016 RB70
- 2016 RD70
- 2016 RE70
- 2016 RG70
- 2016 RH70
- 2016 RK70
- 2016 RL70
- 2016 RO70
- 2016 RP70
- 2016 RS70
- 2016 RT70
- 2016 RU70
- 2016 RW70
- 2016 RX70
- 2016 RY70
- 2016 RZ70
- 2016 RA71
- 2016 RB71
- 2016 RC71
- 2016 RF71
- 2016 RG71
- 2016 RH71
- 2016 RJ71
- 2016 RL71
- 2016 RM71
- 2016 RN71
- 2016 RO71
- 2016 RP71
- 2016 RR71
- 2016 RS71
- 2016 RT71
- 2016 RW71
- 2016 RX71
- 2016 RY71
- 2016 RZ71
- 2016 RB72
- 2016 RC72
- 2016 RD72
- 2016 RE72
- 2016 RF72
- 2016 RG72
- 2016 RH72
- 2016 RJ72
- 2016 RK72
- 2016 RL72
- 2016 RM72
- 2016 RN72
- 2016 RO72
- 2016 RP72
- 2016 RQ72
- 2016 RR72
- 2016 RS72
- 2016 RT72
- 2016 RU72
- 2016 RV72
- 2016 RW72
- 2016 RX72
- 2016 RZ72
- 2016 RA73
- 2016 RB73
- 2016 RC73
- 2016 RD73
- 2016 RE73
- 2016 RF73
- 2016 RG73
- 2016 RH73
- 2016 RJ73
- 2016 RK73
- 2016 RL73
- 2016 RN73
- 2016 RO73
- 2016 RP73
- 2016 RQ73
- 2016 RS73
- 2016 RT73
- 2016 RU73
- 2016 RW73
- 2016 RX73
- 2016 RY73
- 2016 RZ73
- 2016 RA74
- 2016 RB74
- 2016 RC74
- 2016 RD74
- 2016 RE74
- 2016 RF74
- 2016 RG74
- 2016 RH74
- 2016 RJ74
- 2016 RK74
- 2016 RL74
- 2016 RM74
- 2016 RN74
- 2016 RP74
- 2016 RQ74
- 2016 RR74
- 2016 RS74
- 2016 RT74
- 2016 RU74
- 2016 RV74
- 2016 RW74
- 2016 RX74
- 2016 RY74
- 2016 RZ74
- 2016 RA75
- 2016 RC75
- 2016 RE75
- 2016 RF75
- 2016 RH75
- 2016 RJ75
- 2016 RK75
- 2016 RL75
- 2016 RM75
- 2016 RN75
- 2016 RO75
- 2016 RP75
- 2016 RQ75
- 2016 RR75
- 2016 RS75
- 2016 RU75
- 2016 RV75
- 2016 RW75
- 2016 RX75
- 2016 RY75
- 2016 RZ75
- 2016 RB76
- 2016 RC76
- 2016 RD76
- 2016 RE76
- 2016 RH76
- 2016 RJ76
- 2016 RK76
- 2016 RL76
- 2016 RN76
- 2016 RO76
- 2016 RP76
- 2016 RR76
- 2016 RS76
- 2016 RT76
- 2016 RV76
- 2016 RC77
- 2016 RE77
- 2016 RF77
- 2016 RG77
- 2016 RJ77
- 2016 RK77
- 2016 RL77
- 2016 RM77
- 2016 RN77
- 2016 RO77
- 2016 RP77
- 2016 RQ77
- 2016 RR77
- 2016 RU77
- 2016 RW77
- 2016 RZ77
- 2016 RC78
- 2016 RD78
- 2016 RE78
- 2016 RG78
- 2016 RH78
- 2016 RJ78
- 2016 RM78
- 2016 RN78
- 2016 RO78
- 2016 RP78
- 2016 RQ78
- 2016 RR78
- 2016 RS78
- 2016 RT78
- 2016 RU78
- 2016 RV78
- 2016 RW78
- 2016 RX78
- 2016 RY78
- 2016 RZ78
- 2016 RA79
- 2016 RB79
- 2016 RC79
- 2016 RD79
- 2016 RE79
- 2016 RG79
- 2016 RK79
- 2016 RL79
- 2016 RP79
- 2016 RQ79
- 2016 RS79
- 2016 RT79
- 2016 RV79
- 2016 RW79
- 2016 RX79
- 2016 RY79
- 2016 RZ79
- 2016 RA80
- 2016 RB80
- 2016 RC80
- 2016 RD80
- 2016 RE80
- 2016 RG80
- 2016 RH80
- 2016 RJ80
- 2016 RK80
- 2016 RL80
- 2016 RM80
- 2016 RP80
- 2016 RQ80
- 2016 RR80
- 2016 RS80
- 2016 RW80
- 2016 RX80
- 2016 RY80
- 2016 RZ80
- 2016 RB81
- 2016 RC81
- 2016 RD81
- 2016 RE81
- 2016 RJ81
- 2016 RK81
- 2016 RL81
- 2016 RM81
- 2016 RO81
- 2016 RQ81
- 2016 RR81
- 2016 RS81
- 2016 RU81
- 2016 RV81
- 2016 RW81
- 2016 RX81
- 2016 RY81
- 2016 RZ81
- 2016 RA82
- 2016 RB82
- 2016 RC82
- 2016 RD82
- 2016 RE82
- 2016 RF82
- 2016 RG82
- 2016 RH82
- 2016 RJ82
- 2016 RK82
- 2016 RL82
- 2016 RM82
- 2016 RN82
- 2016 RO82
- 2016 RP82
- 2016 RQ82
- 2016 RR82
- 2016 RS82
- 2016 RT82
- 2016 RU82
- 2016 RV82
- 2016 RW82
- 2016 RX82
- 2016 RY82
- 2016 RZ82
- 2016 RA83
- 2016 RB83
- 2016 RC83
- 2016 RD83
- 2016 RF83
- 2016 RG83
- 2016 RH83
- 2016 RJ83
- 2016 RK83
- 2016 RL83
- 2016 RM83
- 2016 RN83
- 2016 RO83
- 2016 RP83
- 2016 RQ83
- 2016 RR83
- 2016 RS83
- 2016 RT83
- 2016 RU83
- 2016 RV83
- 2016 RW83
- 2016 RX83
- 2016 RY83
- 2016 RZ83
- 2016 RB84
- 2016 RD84
- 2016 RE84
- 2016 RF84
- 2016 RG84
- 2016 RK84
- 2016 RL84
- 2016 RM84
- 2016 RO84
- 2016 RQ84
- 2016 RR84
- 2016 RS84
- 2016 RT84
- 2016 RU84
- 2016 RW84
- 2016 RZ84
- 2016 RA85
- 2016 RC85
- 2016 RD85
- 2016 RE85
- 2016 RG85
- 2016 RH85
- 2016 RJ85
- 2016 RK85
- 2016 RL85
- 2016 RM85
- 2016 RO85
- 2016 RP85
- 2016 RR85
- 2016 RS85
- 2016 RT85
- 2016 RU85
- 2016 RW85
- 2016 RZ85
- 2016 RA86
- 2016 RB86
- 2016 RD86
- 2016 RE86
- 2016 RF86
- 2016 RG86
- 2016 RH86
- 2016 RK86
- 2016 RL86
- 2016 RM86
- 2016 RN86
- 2016 RO86
- 2016 RP86
- 2016 RQ86
- 2016 RR86
- 2016 RS86
- 2016 RT86
- 2016 RU86
- 2016 RV86
- 2016 RW86
- 2016 RX86
- 2016 RY86
- 2016 RZ86
- 2016 RA87
- 2016 RB87
- 2016 RC87
- 2016 RD87
- 2016 RE87
- 2016 RF87
- 2016 RG87
- 2016 RH87
- 2016 RJ87
- 2016 RL87
- 2016 RM87
- 2016 RN87
- 2016 RP87
- 2016 RQ87
- 2016 RR87
- 2016 RS87
- 2016 RT87
- 2016 RU87
- 2016 RV87
- 2016 RW87
- 2016 RX87
- 2016 RY87
- 2016 RA88
- 2016 RB88
- 2016 RC88
- 2016 RD88
- 2016 RG88
- 2016 RH88
- 2016 RJ88
- 2016 RK88
- 2016 RL88
- 2016 RM88
- 2016 RN88
- 2016 RO88
- 2016 RP88
- 2016 RQ88
- 2016 RR88
- 2016 RS88
- 2016 RT88
- 2016 RV88
- 2016 RW88
- 2016 RX88
- 2016 RY88
- 2016 RZ88
- 2016 RA89
- 2016 RB89
- 2016 RC89
- 2016 RD89
- 2016 RE89
- 2016 RF89
- 2016 RG89
- 2016 RH89
- 2016 RJ89
- 2016 RK89
- 2016 RL89
- 2016 RM89
- 2016 RN89
- 2016 RO89
- 2016 RP89
- 2016 RT89
- 2016 RV89
- 2016 RW89
- 2016 RX89
- 2016 RA90
- 2016 RB90
- 2016 RC90
- 2016 RD90
- 2016 RE90
- 2016 RF90
- 2016 RG90
- 2016 RH90
- 2016 RJ90
- 2016 RK90
- 2016 RL90
- 2016 RM90
- 2016 RN90
- 2016 RO90
- 2016 RQ90
- 2016 RR90
- 2016 RS90
- 2016 RT90
- 2016 RU90
- 2016 RW90
- 2016 RX90
- 2016 RY90
- 2016 RZ90
- 2016 RA91
- 2016 RB91
- 2016 RC91
- 2016 RE91
- 2016 RF91
- 2016 RG91
- 2016 RH91
- 2016 RJ91
- 2016 RK91
- 2016 RL91
- 2016 RM91
- 2016 RN91
- 2016 RO91
- 2016 RP91
- 2016 RQ91
- 2016 RR91
- 2016 RS91
- 2016 RT91
- 2016 RU91
- 2016 RV91
- 2016 RW91
- 2016 RX91
- 2016 RY91
- 2016 RZ91
- 2016 RA92
- 2016 RE92
- 2016 RF92
- 2016 RG92
- 2016 RJ92
- 2016 RL92
- 2016 RM92
- 2016 RN92
- 2016 RO92
- 2016 RP92
- 2016 RT92
- 2016 RU92
- 2016 RV92
- 2016 RW92
- 2016 RX92
- 2016 RY92
- 2016 RZ92
- 2016 RA93
- 2016 RB93
- 2016 RC93
- 2016 RD93
- 2016 RF93
- 2016 RG93
- 2016 RJ93
- 2016 RK93
- 2016 RL93
- 2016 RM93
- 2016 RN93
- 2016 RO93
- 2016 RP93
- 2016 RQ93
- 2016 RS93
- 2016 RT93
- 2016 RU93
- 2016 RV93
- 2016 RW93
- 2016 RX93
- 2016 RY93
- 2016 RA94
- 2016 RC94
- 2016 RD94
- 2016 RE94
- 2016 RG94
- 2016 RH94
- 2016 RJ94
- 2016 RK94
- 2016 RL94
- 2016 RN94
- 2016 RO94
- 2016 RP94
- 2016 RQ94
- 2016 RR94
- 2016 RS94
- 2016 RT94
- 2016 RU94
- 2016 RV94
- 2016 RW94
- 2016 RX94
- 2016 RY94
- 2016 RZ94
- 2016 RA95
- 2016 RD95
- 2016 RE95
- 2016 RF95
- 2016 RG95
- 2016 RJ95
- 2016 RK95
- 2016 RL95
- 2016 RM95
- 2016 RN95
- 2016 RO95
- 2016 RP95
- 2016 RQ95
- 2016 RR95
- 2016 RS95
- 2016 RT95
- 2016 RU95
- 2016 RV95
- 2016 RW95
- 2016 RX95
- 2016 RY95
- 2016 RZ95
- 2016 RA96
- 2016 RB96
- 2016 RD96
- 2016 RE96
- 2016 RF96
- 2016 RG96
- 2016 RH96
- 2016 RJ96
- 2016 RK96
- 2016 RL96
- 2016 RM96
- 2016 RN96
- 2016 RO96
- 2016 RP96
- 2016 RQ96
- 2016 RR96
- 2016 RS96
- 2016 RT96
- 2016 RU96
- 2016 RV96
- 2016 RW96
- 2016 RX96
- 2016 RY96
- 2016 RZ96
- 2016 RA97
- 2016 RB97
- 2016 RC97
- 2016 RD97
- 2016 RE97
- 2016 RF97
- 2016 RG97
- 2016 RH97
- 2016 RJ97
- 2016 RK97
- 2016 RL97
- 2016 RM97
- 2016 RN97
- 2016 RO97
- 2016 RP97
- 2016 RQ97
- 2016 RR97
- 2016 RS97
- 2016 RT97
- 2016 RU97
- 2016 RV97
- 2016 RW97
- 2016 RX97
- 2016 RY97
- 2016 RZ97
- 2016 RA98
- 2016 RB98
- 2016 RC98
- 2016 RD98
- 2016 RE98
- 2016 RF98
- 2016 RG98
- 2016 RH98
- 2016 RJ98
- 2016 RK98
- 2016 RL98
- 2016 RM98
- 2016 RN98
- 2016 RO98
- 2016 RP98
- 2016 RQ98
- 2016 RR98
- 2016 RS98
- 2016 RT98
- 2016 RU98
- 2016 RV98
- 2016 RW98
- 2016 RX98
- 2016 RY98
- 2016 RZ98
- 2016 RA99
- 2016 RB99
- 2016 RC99
- 2016 RD99
- 2016 RE99
- 2016 RF99
- 2016 RG99
- 2016 RH99
- 2016 RJ99
- 2016 RK99
- 2016 RL99
- 2016 RM99
- 2016 RN99
- 2016 RO99
- 2016 RP99
- 2016 RQ99
- 2016 RR99
- 2016 RS99
- 2016 RT99
- 2016 RU99
- 2016 RV99
- 2016 RW99
- 2016 RX99
- 2016 RY99
- 2016 RZ99
- 2016 RA100
- 2016 RB100
- 2016 RC100
- 2016 RD100
- 2016 RE100
- 2016 RF100
- 2016 RG100
- 2016 RH100
- 2016 RJ100
- 2016 RK100
- 2016 RL100
- 2016 RM100
- 2016 RN100
- 2016 RO100
- 2016 RP100
- 2016 RQ100
- 2016 RR100
- 2016 RT100
- 2016 RU100
- 2016 RW100
- 2016 RX100
- 2016 RZ100
- 2016 RA101
- 2016 RB101
- 2016 RE101
- 2016 RF101
- 2016 RG101
- 2016 RJ101
- 2016 RK101
- 2016 RM101
- 2016 RO101
- 2016 RP101
- 2016 RQ101
- 2016 RR101
- 2016 RT101
- 2016 RV101
- 2016 RW101
- 2016 RX101
- 2016 RY101
- 2016 RZ101
- 2016 RA102
- 2016 RB102
- 2016 RD102
- 2016 RE102
- 2016 RF102
- 2016 RG102
- 2016 RH102
- 2016 RJ102
- 2016 RL102
- 2016 RM102
- 2016 RN102
- 2016 RP102
- 2016 RQ102
- 2016 RR102
- 2016 RT102
- 2016 RV102
- 2016 RW102
- 2016 RX102
- 2016 RY102
- 2016 RZ102
- 2016 RA103
- 2016 RB103
- 2016 RC103
- 2016 RD103
- 2016 RE103
- 2016 RF103
- 2016 RG103
- 2016 RH103
- 2016 RJ103
- 2016 RK103
- 2016 RL103
- 2016 RN103
- 2016 RO103
- 2016 RP103
- 2016 RQ103
- 2016 RR103
- 2016 RS103
- 2016 RU103
- 2016 RV103
- 2016 RW103
- 2016 RX103
- 2016 RY103
- 2016 RZ103
- 2016 RB104
- 2016 RC104
- 2016 RE104
- 2016 RF104
- 2016 RG104
- 2016 RH104
- 2016 RJ104
- 2016 RK104
- 2016 RL104
- 2016 RM104
- 2016 RN104
- 2016 RO104
- 2016 RP104
- 2016 RQ104
- 2016 RR104
- 2016 RS104
- 2016 RT104
- 2016 RU104
- 2016 RV104
- 2016 RW104
- 2016 RX104
- 2016 RY104
- 2016 RZ104
- 2016 RA105
- 2016 RB105
- 2016 RC105
- 2016 RD105
- 2016 RE105
- 2016 RF105
- 2016 RG105
- 2016 RH105
- 2016 RJ105
- 2016 RK105
- 2016 RL105
- 2016 RM105
- 2016 RN105
- 2016 RO105
- 2016 RP105
- 2016 RQ105
- 2016 RR105
- 2016 RS105
- 2016 RT105
- 2016 RU105
- 2016 RV105
- 2016 RW105
- 2016 RX105
- 2016 RY105
- 2016 RZ105
- 2016 RA106
- 2016 RB106
- 2016 RC106
- 2016 RD106
- 2016 RE106
- 2016 RF106
- 2016 RG106
- 2016 RH106
- 2016 RJ106
- 2016 RK106
- 2016 RL106
- 2016 RM106
- 2016 RN106
- 2016 RO106
- 2016 RP106
- 2016 RQ106
- 2016 RR106
- 2016 RS106
- 2016 RT106
- 2016 RU106
- 2016 RV106
- 2016 RW106
- 2016 RX106
- 2016 RY106
- 2016 RZ106
- 2016 RA107
- 2016 RB107
- 2016 RC107
- 2016 RD107
- 2016 RE107
- 2016 RF107
- 2016 RG107
- 2016 RH107
- 2016 RJ107
- 2016 RK107
- 2016 RL107
- 2016 RM107
- 2016 RN107
- 2016 RO107
- 2016 RP107
- 2016 RQ107
- 2016 RR107
- 2016 RS107
- 2016 RT107
- 2016 RU107
- 2016 RV107
- 2016 RW107
- 2016 RX107
- 2016 RY107
- 2016 RZ107
- 2016 RA108
- 2016 RB108
- 2016 RC108
- 2016 RD108
- 2016 RE108
- 2016 RF108
- 2016 RG108
- 2016 RH108
- 2016 RJ108
- 2016 RK108
- 2016 RL108
- 2016 RM108
- 2016 RN108

### Du 16 au 30 septembre 2016
- 2016 SA
- 2016 SB
- 2016 SC
- 2016 SD
- 2016 SE
- 2016 SF
- 2016 SG
- 2016 SH
- 2016 SJ
- 2016 SK
- 2016 SL
- 2016 SN
- 2016 SO
- 2016 SS
- 2016 SU
- 2016 SW
- 2016 SX
- 2016 SY
- 2016 SB1
- 2016 SC1
- 2016 SD1
- 2016 SE1
- 2016 SF1
- 2016 SH1
- 2016 SJ1
- 2016 SK1
- 2016 SL1
- 2016 SM1
- 2016 SN1
- 2016 SP1
- 2016 SR1
- 2016 SS1
- 2016 SU1
- 2016 SV1
- 2016 SW1
- 2016 SX1
- 2016 SY1
- 2016 SZ1
- 2016 SA2
- 2016 SC2
- 2016 SD2
- 2016 SE2
- 2016 SF2
- 2016 SG2
- 2016 SH2
- 2016 SJ2
- 2016 SK2
- 2016 SL2
- 2016 SM2
- 2016 SN2
- 2016 SO2
- 2016 SP2
- 2016 SQ2
- 2016 SR2
- 2016 SS2
- 2016 ST2
- 2016 SU2
- 2016 SW2
- 2016 SX2
- 2016 SY2
- 2016 SA3
- 2016 SC3
- 2016 SF3
- 2016 SG3
- 2016 SH3
- 2016 SL3
- 2016 SM3
- 2016 SN3
- 2016 SO3
- 2016 SP3
- 2016 SQ3
- 2016 SR3
- 2016 SS3
- 2016 ST3
- 2016 SU3
- 2016 SV3
- 2016 SW3
- 2016 SC4
- 2016 SD4
- 2016 SH4
- 2016 SK4
- 2016 SX4
- 2016 SG5
- 2016 SH5
- 2016 SJ5
- 2016 SK5
- 2016 SL5
- 2016 SM5
- 2016 SO5
- 2016 SP5
- 2016 ST5
- 2016 SU5
- 2016 SW5
- 2016 SA6
- 2016 SE6
- 2016 SG6
- 2016 SL6
- 2016 SQ6
- 2016 ST6
- 2016 SV6
- 2016 SW6
- 2016 SY6
- 2016 SF7
- 2016 SG7
- 2016 SH7
- 2016 SM7
- 2016 SB8
- 2016 SL8
- 2016 SY8
- 2016 SZ8
- 2016 SJ9
- 2016 ST9
- 2016 SU9
- 2016 SV9
- 2016 SW9
- 2016 SX9
- 2016 SB10
- 2016 SE10
- 2016 SF10
- 2016 SJ10
- 2016 SL10
- 2016 SN10
- 2016 SP10
- 2016 SQ10
- 2016 SR10
- 2016 ST10
- 2016 SX10
- 2016 SZ10
- 2016 SA11
- 2016 SC11
- 2016 SD11
- 2016 SL11
- 2016 SP11
- 2016 SU11
- 2016 SV11
- 2016 SX11
- 2016 SB12
- 2016 SD12
- 2016 SG12
- 2016 SH12
- 2016 SL12
- 2016 SM12
- 2016 SF13
- 2016 SG13
- 2016 SL13
- 2016 SN13
- 2016 SS13
- 2016 SA14
- 2016 SC14
- 2016 SD14
- 2016 SE14
- 2016 SJ14
- 2016 SK14
- 2016 SM14
- 2016 SN14
- 2016 SO14
- 2016 SQ14
- 2016 SR14
- 2016 SS14
- 2016 SY14
- 2016 SZ14
- 2016 SC15
- 2016 SD15
- 2016 SE15
- 2016 SF15
- 2016 SK15
- 2016 SL15
- 2016 SM15
- 2016 SN15
- 2016 SP15
- 2016 SS15
- 2016 SV15
- 2016 SW15
- 2016 SX15
- 2016 SA16
- 2016 SJ16
- 2016 SK16
- 2016 SL16
- 2016 SN16
- 2016 SQ16
- 2016 SR16
- 2016 SS16
- 2016 SX16
- 2016 SZ16
- 2016 SA17
- 2016 SB17
- 2016 SC17
- 2016 SD17
- 2016 SE17
- 2016 SF17
- 2016 SG17
- 2016 SH17
- 2016 SR17
- 2016 ST17
- 2016 SW17
- 2016 SB18
- 2016 SE18
- 2016 SK18
- 2016 SL18
- 2016 SM18
- 2016 SQ18
- 2016 SX18
- 2016 SZ18
- 2016 SE19
- 2016 SL19
- 2016 SX19
- 2016 SD20
- 2016 SE20
- 2016 SF20
- 2016 SG20
- 2016 SH20
- 2016 SL20
- 2016 SM20
- 2016 SN20
- 2016 SQ20
- 2016 ST20
- 2016 SD21
- 2016 SE21
- 2016 SM21
- 2016 SS21
- 2016 SV21
- 2016 SW21
- 2016 SX21
- 2016 SY21
- 2016 SC22
- 2016 SE22
- 2016 SH22
- 2016 SK22
- 2016 SR22
- 2016 SV22
- 2016 SX22
- 2016 SY22
- 2016 SZ22
- 2016 SD23
- 2016 SJ23
- 2016 SK23
- 2016 SM23
- 2016 SQ23
- 2016 ST23
- 2016 SU23
- 2016 SW23
- 2016 SY23
- 2016 SZ23
- 2016 SB24
- 2016 SG24
- 2016 SL24
- 2016 SR24
- 2016 SU24
- 2016 SW24
- 2016 SX24
- 2016 SA25
- 2016 SC25
- 2016 SP25
- 2016 SV25
- 2016 SX25
- 2016 SA26
- 2016 SB26
- 2016 SC26
- 2016 SM26
- 2016 SN26
- 2016 SO26
- 2016 SP26
- 2016 SR26
- 2016 ST26
- 2016 SW26
- 2016 SX26
- 2016 SA27
- 2016 SB27
- 2016 SD27
- 2016 SF27
- 2016 SH27
- 2016 SW27
- 2016 SY27
- 2016 SC28
- 2016 SD28
- 2016 SG28
- 2016 SK28
- 2016 SM28
- 2016 SP28
- 2016 SQ28
- 2016 SR28
- 2016 SU28
- 2016 SW28
- 2016 SZ28
- 2016 SA29
- 2016 SC29
- 2016 SF29
- 2016 SM29
- 2016 SQ29
- 2016 SV29
- 2016 SX29
- 2016 SZ29
- 2016 SB30
- 2016 SC30
- 2016 SK30
- 2016 SL30
- 2016 SR30
- 2016 SS30
- 2016 ST30
- 2016 SV30
- 2016 SA31
- 2016 SB31
- 2016 SE31
- 2016 SF31
- 2016 SQ31
- 2016 SV31
- 2016 SZ31
- 2016 SD32
- 2016 SM32
- 2016 SN32
- 2016 SQ32
- 2016 SS32
- 2016 SW32
- 2016 SY32
- 2016 SA33
- 2016 SF33
- 2016 SH33
- 2016 SJ33
- 2016 SM33
- 2016 SQ33
- 2016 SW33
- 2016 SY33
- 2016 SZ33
- 2016 SB34
- 2016 SE34
- 2016 SF34
- 2016 SS34
- 2016 SB35
- 2016 SE35
- 2016 SF35
- 2016 SG35
- 2016 SH35
- 2016 SJ35
- 2016 SK35
- 2016 SN35
- 2016 SO35
- 2016 SQ35
- 2016 SR35
- 2016 ST35
- 2016 SU35
- 2016 SW35
- 2016 SX35
- 2016 SZ35
- 2016 SA36
- 2016 SE36
- 2016 SF36
- 2016 SG36
- 2016 SH36
- 2016 SL36
- 2016 SO36
- 2016 SQ36
- 2016 SU36
- 2016 SY36
- 2016 SZ36
- 2016 SC37
- 2016 SG37
- 2016 SW37
- 2016 SY37
- 2016 SG38
- 2016 SJ38
- 2016 SS38
- 2016 SW38
- 2016 SX38
- 2016 SD39
- 2016 SE39
- 2016 SJ39
- 2016 SK39
- 2016 SM39
- 2016 SN39
- 2016 SP39
- 2016 SR39
- 2016 ST39
- 2016 SX39
- 2016 SA40
- 2016 SB40
- 2016 SD40
- 2016 SH40
- 2016 SP40
- 2016 SQ40
- 2016 SV40
- 2016 SW40
- 2016 SX40
- 2016 SY40
- 2016 SC41
- 2016 SG41
- 2016 SN41
- 2016 SO41
- 2016 SQ41
- 2016 SR41
- 2016 ST41
- 2016 SX41
- 2016 SB42
- 2016 SE42
- 2016 SL42
- 2016 SN42
- 2016 SP42
- 2016 SQ42
- 2016 SR42
- 2016 ST42
- 2016 SX42
- 2016 SY42
- 2016 SA43
- 2016 SC43
- 2016 SD43
- 2016 SH43
- 2016 SJ43
- 2016 SK43
- 2016 SM43
- 2016 SN43
- 2016 SR43
- 2016 SS43
- 2016 SV43
- 2016 SX43
- 2016 SY43
- 2016 SA44
- 2016 SC44
- 2016 SF44
- 2016 SQ44
- 2016 SR44
- 2016 SS44
- 2016 SU44
- 2016 SB45
- 2016 SC45
- 2016 SG45
- 2016 SH45
- 2016 SJ45
- 2016 SL45
- 2016 SR45
- 2016 ST45
- 2016 SV45
- 2016 SF46
- 2016 SH46
- 2016 SL46
- 2016 SO46
- 2016 SR46
- 2016 SS46
- 2016 ST46
- 2016 SY46
- 2016 SZ46
- 2016 SD47
- 2016 SE47
- 2016 SF47
- 2016 SG47
- 2016 SH47
- 2016 SJ47
- 2016 SK47
- 2016 SO47
- 2016 ST47
- 2016 SV47
- 2016 SX47
- 2016 SY47
- 2016 SZ47
- 2016 SA48
- 2016 SB48
- 2016 SF48
- 2016 SG48
- 2016 SH48
- 2016 SK48
- 2016 SL48
- 2016 SM48
- 2016 SO48
- 2016 SQ48
- 2016 SS48
- 2016 SH49
- 2016 SK49
- 2016 SU49
- 2016 SW49
- 2016 SQ50
- 2016 SW50
- 2016 SO51
- 2016 SS51
- 2016 SV51
- 2016 SZ51
- 2016 SA52
- 2016 SG52
- 2016 SQ52
- 2016 SS52
- 2016 SU52
- 2016 SX52
- 2016 SZ52
- 2016 SE53
- 2016 SF53
- 2016 SJ53
- 2016 SO53
- 2016 SP53
- 2016 SR53
- 2016 SX53
- 2016 SA54
- 2016 SE54
- 2016 SB55
- 2016 SF55
- 2016 SQ55
- 2016 SS55
- 2016 SU55
- 2016 SY55
- 2016 SA56
- 2016 SB56
- 2016 SE56
- 2016 SJ56
- 2016 SK56
- 2016 SL56
- 2016 SN56
- 2016 SO56
- 2016 SP56
- 2016 SU56
- 2016 SY56
- 2016 SF57
- 2016 SH57
- 2016 SJ57
- 2016 SU57
- 2016 SW57
- 2016 SZ57
- 2016 SD58
- 2016 SE58
- 2016 SG58
- 2016 SJ58
- 2016 SQ58
- 2016 SR58
- 2016 SU58
- 2016 SV58
- 2016 SA59
- 2016 SC59
- 2016 SJ59
- 2016 SK59
- 2016 SL59
- 2016 SM59
- 2016 SN59
- 2016 SP59
- 2016 SQ59
- 2016 SR59
- 2016 SS59
- 2016 ST59
- 2016 SU59
- 2016 SV59
- 2016 SW59
- 2016 SX59
- 2016 SZ59
- 2016 SA60
- 2016 SB60
- 2016 SC60
- 2016 SE60
- 2016 SG60
- 2016 SH60
- 2016 SJ60
- 2016 SK60
- 2016 SL60
- 2016 SM60
- 2016 SO60
- 2016 SP60
- 2016 SQ60
- 2016 SR60
- 2016 SS60
- 2016 SV60
- 2016 SW60
- 2016 SY60
- 2016 SZ60
- 2016 SA61
- 2016 SC61
- 2016 SD61
- 2016 SF61
- 2016 SG61
- 2016 SL61
- 2016 SM61
- 2016 SN61
- 2016 SP61
- 2016 SQ61
- 2016 SR61
- 2016 SS61
- 2016 ST61
- 2016 SU61
- 2016 SW61
- 2016 SY61
- 2016 SA62
- 2016 SF62
- 2016 SG62
- 2016 SH62
- 2016 SJ62
- 2016 SL62
- 2016 SP62
- 2016 SQ62
- 2016 SR62
- 2016 SS62
- 2016 ST62
- 2016 SV62
- 2016 SW62
- 2016 SY62
- 2016 SZ62
- 2016 SA63
- 2016 SB63
- 2016 SC63
- 2016 SE63
- 2016 SH63
- 2016 SJ63
- 2016 SL63
- 2016 SM63
- 2016 SN63
- 2016 SO63
- 2016 SP63
- 2016 SR63
- 2016 SS63
- 2016 SX63
- 2016 SB64
- 2016 SC64
- 2016 SD64
- 2016 SF64
- 2016 SG64
- 2016 SJ64
- 2016 SK64
- 2016 SL64
- 2016 SM64
- 2016 SN64
- 2016 SO64
- 2016 SQ64
- 2016 ST64
- 2016 SU64
- 2016 SV64
- 2016 SX64
- 2016 SC65
- 2016 SD65
- 2016 SE65
- 2016 SF65
- 2016 SH65
- 2016 SJ65
- 2016 SK65
- 2016 SL65
- 2016 SN65
- 2016 SO65
- 2016 SP65
- 2016 SQ65
- 2016 SR65
- 2016 ST65
- 2016 SU65
- 2016 SV65
- 2016 SW65
- 2016 SX65
- 2016 SZ65
- 2016 SA66
- 2016 SB66
- 2016 SC66
- 2016 SD66
- 2016 SE66
- 2016 SF66
- 2016 SG66
- 2016 SH66
- 2016 SJ66
- 2016 SK66
- 2016 SL66
- 2016 SM66
- 2016 SN66
- 2016 SO66
- 2016 SP66
- 2016 SQ66
- 2016 SS66
- 2016 ST66
- 2016 SU66
- 2016 SV66
- 2016 SW66
- 2016 SX66
- 2016 SY66
- 2016 SZ66
- 2016 SA67
- 2016 SB67
- 2016 SC67
- 2016 SD67
- 2016 SE67
- 2016 SG67
- 2016 SH67
- 2016 SK67
- 2016 SL67
- 2016 SM67
- 2016 SN67
- 2016 SO67
- 2016 SP67
- 2016 SQ67
- 2016 SR67
- 2016 ST67
- 2016 SU67
- 2016 SV67
- 2016 SW67
- 2016 SX67
- 2016 SY67
- 2016 SZ67
- 2016 SA68
- 2016 SB68
- 2016 SC68
- 2016 SD68
- 2016 SE68
- 2016 SF68
- 2016 SG68
- 2016 SH68
- 2016 SJ68
- 2016 SK68
- 2016 SL68
- 2016 SM68
- 2016 SN68
- 2016 SP68
- 2016 SQ68
- 2016 SR68
- 2016 ST68
- 2016 SU68
- 2016 SV68
- 2016 SW68
- 2016 SX68
- 2016 SY68
- 2016 SZ68
- 2016 SA69
- 2016 SB69
- 2016 SC69
- 2016 SD69
- 2016 SE69
- 2016 SF69
- 2016 SG69
- 2016 SJ69
- 2016 SK69
- 2016 SL69
- 2016 SM69
- 2016 SN69
- 2016 SO69
- 2016 SQ69
- 2016 SR69
- 2016 SS69
- 2016 ST69
- 2016 SU69
- 2016 SV69
- 2016 SW69
- 2016 SX69
- 2016 SY69
- 2016 SZ69
- 2016 SA70
- 2016 SB70
- 2016 SC70
- 2016 SD70
- 2016 SE70
- 2016 SF70
- 2016 SG70
- 2016 SH70
- 2016 SJ70
- 2016 SK70
- 2016 SL70
- 2016 SN70
- 2016 SO70
- 2016 SP70
- 2016 SQ70
- 2016 SR70
- 2016 SS70
- 2016 ST70
- 2016 SU70
- 2016 SV70
- 2016 SW70
- 2016 SX70
- 2016 SY70
- 2016 SZ70
- 2016 SB71
- 2016 SC71
- 2016 SD71
- 2016 SE71
- 2016 SF71
- 2016 SG71
- 2016 SH71
- 2016 SJ71
- 2016 SK71
- 2016 SL71
- 2016 SM71
- 2016 SN71
- 2016 SO71
- 2016 SP71
- 2016 SQ71
- 2016 SR71
- 2016 SS71
- 2016 ST71
- 2016 SW71
- 2016 SX71
- 2016 SY71
- 2016 SZ71
- 2016 SB72
- 2016 SC72
- 2016 SD72
- 2016 SE72
- 2016 SF72
- 2016 SG72
- 2016 SH72
- 2016 SJ72
- 2016 SK72
- 2016 SL72
- 2016 SM72
- 2016 SN72
- 2016 SO72
- 2016 SP72
- 2016 SS72
- 2016 ST72
- 2016 SV72
- 2016 SW72
- 2016 SX72
- 2016 SY72
- 2016 SZ72
- 2016 SA73
- 2016 SB73
- 2016 SD73
- 2016 SE73
- 2016 SF73
- 2016 SG73
- 2016 SH73
- 2016 SJ73
- 2016 SK73
- 2016 SL73
- 2016 SM73
- 2016 SN73
- 2016 ST73
- 2016 SW73
- 2016 SX73
- 2016 SB74
- 2016 SD74
- 2016 SE74
- 2016 SF74
- 2016 SJ74
- 2016 SN74
- 2016 SS74
- 2016 ST74
- 2016 SX74
- 2016 SY74
- 2016 SZ74
- 2016 SK75
- 2016 SN75
- 2016 SZ75
- 2016 SA76
- 2016 SG76
- 2016 SJ76
- 2016 SN76
- 2016 SP76
- 2016 SQ76
- 2016 SR76
- 2016 ST76
- 2016 SV76
- 2016 SX76
- 2016 SY76
- 2016 SZ76
- 2016 SA77
- 2016 SB77
- 2016 SC77
- 2016 SD77
- 2016 SF77
- 2016 SG77
- 2016 SH77
- 2016 SJ77
- 2016 SL77
- 2016 SN77
- 2016 SO77
- 2016 SP77
- 2016 SQ77
- 2016 SR77
- 2016 SU77
- 2016 SW77
- 2016 SX77
- 2016 SY77
- 2016 SZ77
- 2016 SA78
- 2016 SB78
- 2016 SC78
- 2016 SD78
- 2016 SE78
- 2016 SF78
- 2016 SG78
- 2016 SH78
- 2016 SJ78
- 2016 SK78
- 2016 SM78
- 2016 SN78
- 2016 SO78
- 2016 SP78
- 2016 SQ78
- 2016 ST78
- 2016 SU78
- 2016 SV78
- 2016 SW78
- 2016 SX78
- 2016 SY78
- 2016 SA79
- 2016 SB79
- 2016 SC79
- 2016 SD79
- 2016 SE79
- 2016 SF79
- 2016 SG79
- 2016 SH79
- 2016 SJ79
- 2016 SK79
- 2016 SL79
- 2016 SM79
- 2016 SN79
- 2016 SO79
- 2016 SP79
- 2016 SQ79
- 2016 SR79
- 2016 SS79
- 2016 ST79
- 2016 SU79
- 2016 SV79
- 2016 SW79
- 2016 SX79
- 2016 SY79
- 2016 SZ79
- 2016 SB80
- 2016 SC80
- 2016 SE80
- 2016 SF80
- 2016 SG80
- 2016 SH80
- 2016 SJ80
- 2016 SK80
- 2016 SL80
- 2016 SM80
- 2016 SO80
- 2016 SP80
- 2016 SQ80
- 2016 SR80
- 2016 SS80
- 2016 SU80
- 2016 SW80
- 2016 SX80
- 2016 SD81
- 2016 SE81
- 2016 SG81
- 2016 SH81
- 2016 SJ81
- 2016 SN81
- 2016 SP81
- 2016 SQ81
- 2016 SS81
- 2016 SU81
- 2016 SV81
- 2016 SZ81
- 2016 SA82
- 2016 SB82
- 2016 SC82
- 2016 SE82
- 2016 SG82
- 2016 SJ82
- 2016 SK82
- 2016 SL82
- 2016 SM82
- 2016 SN82
- 2016 SO82
- 2016 SP82
- 2016 SQ82
- 2016 SR82
- 2016 SS82
- 2016 ST82
- 2016 SU82
- 2016 SV82
- 2016 SX82
- 2016 SZ82
- 2016 SA83
- 2016 SB83
- 2016 SC83
- 2016 SD83
- 2016 SE83
- 2016 SF83
- 2016 SH83
- 2016 SJ83
- 2016 SK83
- 2016 SL83
- 2016 SN83
- 2016 SO83
- 2016 SP83
- 2016 SQ83
- 2016 SR83
- 2016 SS83
- 2016 ST83
- 2016 SU83
- 2016 SV83
- 2016 SW83
- 2016 SX83
- 2016 SY83
- 2016 SZ83
- 2016 SA84
- 2016 SB84
- 2016 SC84
- 2016 SD84
- 2016 SE84
- 2016 SG84
- 2016 SH84
- 2016 SJ84
- 2016 SK84
- 2016 SL84
- 2016 SO84
- 2016 SR84
- 2016 ST84
- 2016 SU84
- 2016 SV84
- 2016 SA85
- 2016 SB85
- 2016 SC85
- 2016 SD85
- 2016 SE85
- 2016 SF85
- 2016 SG85
- 2016 SH85
- 2016 SO85
- 2016 SP85
- 2016 SR85
- 2016 SS85
- 2016 ST85
- 2016 SU85
- 2016 SV85
- 2016 SW85
- 2016 SX85
- 2016 SY85
- 2016 SZ85
- 2016 SA86
- 2016 SB86
- 2016 SC86
- 2016 SE86
- 2016 SF86
- 2016 SG86
- 2016 SH86
- 2016 SJ86
- 2016 SK86
- 2016 SM86
- 2016 SO86
- 2016 SP86
- 2016 SS86
- 2016 ST86
- 2016 SV86
- 2016 SW86
- 2016 SY86
- 2016 SZ86
- 2016 SB87
- 2016 SC87
- 2016 SD87
- 2016 SF87
- 2016 SG87
- 2016 SH87
- 2016 SJ87
- 2016 SK87
- 2016 SL87
- 2016 SN87
- 2016 SO87
- 2016 SP87
- 2016 SR87
- 2016 ST87
- 2016 SU87
- 2016 SV87
- 2016 SW87
- 2016 SX87
- 2016 SY87
- 2016 SZ87
- 2016 SA88
- 2016 SB88
- 2016 SC88
- 2016 SD88
- 2016 SF88
- 2016 SG88
- 2016 SH88
- 2016 SJ88
- 2016 SK88
- 2016 SL88
- 2016 SM88
- 2016 SN88
- 2016 SQ88
- 2016 SS88
- 2016 ST88
- 2016 SU88
- 2016 SV88
- 2016 SW88
- 2016 SX88
- 2016 SY88
- 2016 SZ88
- 2016 SA89
- 2016 SB89
- 2016 SC89
- 2016 SE89
- 2016 SG89
- 2016 SH89
- 2016 SJ89
- 2016 SK89
- 2016 SL89
- 2016 SM89
- 2016 SN89
- 2016 SO89
- 2016 SP89
- 2016 SR89
- 2016 SS89
- 2016 ST89
- 2016 SU89
- 2016 SW89
- 2016 SX89
- 2016 SY89
- 2016 SZ89
- 2016 SA90
- 2016 SB90
- 2016 SC90
- 2016 SD90
- 2016 SE90
- 2016 SF90
- 2016 SG90
- 2016 SH90
- 2016 SJ90
- 2016 SK90
- 2016 SL90
- 2016 SM90
- 2016 SN90
- 2016 SO90
- 2016 SP90
- 2016 SQ90
- 2016 SR90
- 2016 SS90
- 2016 ST90
- 2016 SU90
- 2016 SY90
- 2016 SZ90
- 2016 SA91
- 2016 SB91
- 2016 SC91
- 2016 SD91
- 2016 SE91
- 2016 SF91
- 2016 SG91
- 2016 SH91
- 2016 SJ91
- 2016 SK91
- 2016 SL91
- 2016 SM91
- 2016 SN91
- 2016 SO91
- 2016 SP91
- 2016 SQ91
- 2016 SR91
- 2016 SS91
- 2016 ST91
- 2016 SU91
- 2016 SV91
- 2016 SW91
- 2016 SZ91
- 2016 SA92
- 2016 SC92
- 2016 SD92
- 2016 SE92
- 2016 SF92
- 2016 SG92
- 2016 SH92
- 2016 SJ92
- 2016 SK92
- 2016 SL92
- 2016 SM92
- 2016 SO92
- 2016 SP92
- 2016 SQ92
- 2016 SR92
- 2016 SS92
- 2016 ST92
- 2016 SU92
- 2016 SV92
- 2016 SW92
- 2016 SX92
- 2016 SY92
- 2016 SZ92
- 2016 SA93
- 2016 SC93
- 2016 SD93
- 2016 SE93
- 2016 SF93
- 2016 SG93
- 2016 SH93
- 2016 SJ93
- 2016 SK93
- 2016 SL93
- 2016 SM93
- 2016 SN93
- 2016 SO93
- 2016 SP93
- 2016 SQ93
- 2016 SR93
- 2016 SS93
- 2016 SU93
- 2016 SV93
- 2016 SY93
- 2016 SZ93
- 2016 SA94
- 2016 SB94
- 2016 SD94
- 2016 SE94
- 2016 SF94
- 2016 SG94
- 2016 SH94
- 2016 SJ94
- 2016 SK94
- 2016 SL94
- 2016 SM94
- 2016 SN94
- 2016 SO94
- 2016 SP94
- 2016 SQ94
- 2016 SR94
- 2016 SS94
- 2016 ST94
- 2016 SU94
- 2016 SW94
- 2016 SX94
- 2016 SY94
- 2016 SZ94
- 2016 SA95
- 2016 SB95
- 2016 SC95
- 2016 SD95
- 2016 SE95
- 2016 SF95
- 2016 SG95
- 2016 SH95
- 2016 SJ95
- 2016 SK95
- 2016 SL95
- 2016 SM95
- 2016 SP95
- 2016 SQ95
- 2016 SR95
- 2016 SS95
- 2016 ST95
- 2016 SU95
- 2016 SV95
- 2016 SX95
- 2016 SY95
- 2016 SZ95
- 2016 SB96
- 2016 SC96
- 2016 SD96
- 2016 SE96
- 2016 SG96
- 2016 SH96
- 2016 SJ96
- 2016 SK96
- 2016 SL96
- 2016 SM96
- 2016 SN96
- 2016 SO96
- 2016 SR96
- 2016 SS96
- 2016 ST96
- 2016 SU96
- 2016 SV96
- 2016 SW96
- 2016 SX96
- 2016 SY96
- 2016 SA97
- 2016 SB97
- 2016 SD97
- 2016 SF97
- 2016 SG97
- 2016 SH97
- 2016 SL97
- 2016 SM97
- 2016 SN97
- 2016 SP97
- 2016 SQ97
- 2016 SR97
- 2016 SS97
- 2016 ST97
- 2016 SU97
- 2016 SV97
- 2016 SW97
- 2016 SX97
- 2016 SY97
- 2016 SZ97
- 2016 SA98
- 2016 SC98
- 2016 SE98
- 2016 SH98
- 2016 SJ98
- 2016 SK98
- 2016 SL98
- 2016 SM98
- 2016 SN98
- 2016 SO98
- 2016 SP98
- 2016 SQ98
- 2016 SR98
- 2016 SS98
- 2016 ST98
- 2016 SU98
- 2016 SV98
- 2016 SW98
- 2016 SX98
- 2016 SY98
- 2016 SZ98
- 2016 SB99
- 2016 SC99
- 2016 SD99
- 2016 SE99
- 2016 SF99
- 2016 SH99
- 2016 SJ99
- 2016 SL99
- 2016 SM99
- 2016 SN99
- 2016 SQ99
- 2016 SR99
- 2016 SS99
- 2016 ST99
- 2016 SV99
- 2016 SW99
- 2016 SX99
- 2016 SY99
- 2016 SZ99
- 2016 SA100
- 2016 SB100
- 2016 SC100
- 2016 SD100
- 2016 SE100
- 2016 SF100
- 2016 SH100
- 2016 SJ100
- 2016 SK100
- 2016 SL100
- 2016 SM100
- 2016 SN100
- 2016 SP100
- 2016 SR100
- 2016 SS100
- 2016 ST100
- 2016 SU100
- 2016 SV100
- 2016 SW100
- 2016 SX100
- 2016 SA101
- 2016 SB101
- 2016 SC101
- 2016 SD101
- 2016 SE101
- 2016 SF101
- 2016 SK101
- 2016 SL101
- 2016 SM101
- 2016 SN101
- 2016 SO101
- 2016 SP101
- 2016 SQ101
- 2016 SS101
- 2016 ST101
- 2016 SU101
- 2016 SW101
- 2016 SX101
- 2016 SY101
- 2016 SZ101
- 2016 SA102
- 2016 SB102
- 2016 SC102
- 2016 SF102
- 2016 SG102
- 2016 SH102
- 2016 SJ102
- 2016 SK102
- 2016 SM102
- 2016 SO102
- 2016 SP102
- 2016 ST102
- 2016 SU102
- 2016 SV102
- 2016 SW102
- 2016 SX102
- 2016 SY102
- 2016 SZ102
- 2016 SB103
- 2016 SC103
- 2016 SD103
- 2016 SF103
- 2016 SG103
- 2016 SH103
- 2016 SJ103
- 2016 SK103
- 2016 SM103
- 2016 SN103
- 2016 SO103
- 2016 SP103
- 2016 SQ103
- 2016 SR103
- 2016 SS103
- 2016 SV103
- 2016 SW103
- 2016 SY103
- 2016 SZ103
- 2016 SE104
- 2016 SF104
- 2016 SG104
- 2016 SH104
- 2016 SJ104
- 2016 SK104
- 2016 SM104
- 2016 SO104
- 2016 SP104
- 2016 SQ104
- 2016 SS104
- 2016 ST104
- 2016 SU104
- 2016 SW104
- 2016 SX104
- 2016 SY104
- 2016 SZ104
- 2016 SA105
- 2016 SB105
- 2016 SC105
- 2016 SE105
- 2016 SF105
- 2016 SG105
- 2016 SJ105
- 2016 SK105
- 2016 SL105
- 2016 SN105
- 2016 SO105
- 2016 SP105
- 2016 SQ105
- 2016 SR105
- 2016 SS105
- 2016 ST105
- 2016 SU105
- 2016 SV105
- 2016 SW105
- 2016 SX105
- 2016 SY105
- 2016 SZ105
- 2016 SA106
- 2016 SB106
- 2016 SC106
- 2016 SD106
- 2016 SE106
- 2016 SG106
- 2016 SH106
- 2016 SK106
- 2016 SL106
- 2016 SM106
- 2016 SN106
- 2016 SO106
- 2016 SP106
- 2016 SQ106
- 2016 SR106
- 2016 SS106
- 2016 ST106
- 2016 SU106
- 2016 SV106
- 2016 SW106
- 2016 SY106
- 2016 SZ106
- 2016 SA107
- 2016 SB107
- 2016 SC107
- 2016 SD107
- 2016 SE107
- 2016 SF107
- 2016 SG107
- 2016 SH107
- 2016 SJ107
- 2016 SK107
- 2016 SL107
- 2016 SM107
- 2016 SN107
- 2016 SO107
- 2016 SP107
- 2016 SQ107
- 2016 SR107
- 2016 SS107
- 2016 ST107
- 2016 SU107
- 2016 SV107
- 2016 SX107
- 2016 SY107
- 2016 SA108
- 2016 SB108
- 2016 SC108
- 2016 SD108
- 2016 SE108
- 2016 SF108
- 2016 SG108
- 2016 SJ108
- 2016 SK108
- 2016 SL108
- 2016 SM108
- 2016 SN108
- 2016 SO108
- 2016 SP108
- 2016 SQ108
- 2016 SR108
- 2016 SS108
- 2016 ST108
- 2016 SU108
- 2016 SV108
- 2016 SW108
- 2016 SY108
- 2016 SA109
- 2016 SC109
- 2016 SE109
- 2016 SF109
- 2016 SG109
- 2016 SH109
- 2016 SJ109
- 2016 SL109
- 2016 SM109
- 2016 SP109
- 2016 SQ109
- 2016 SR109
- 2016 SS109
- 2016 SU109
- 2016 SV109
- 2016 SW109
- 2016 SX109
- 2016 SY109
- 2016 SZ109
- 2016 SB110
- 2016 SC110
- 2016 SD110
- 2016 SE110
- 2016 SF110
- 2016 SH110
- 2016 SJ110
- 2016 SK110
- 2016 SL110
- 2016 SM110
- 2016 SN110
- 2016 SO110
- 2016 SP110
- 2016 SQ110
- 2016 SR110
- 2016 SS110
- 2016 ST110
- 2016 SU110
- 2016 SW110
- 2016 SX110
- 2016 SZ110
- 2016 SA111
- 2016 SB111
- 2016 SC111
- 2016 SD111
- 2016 SE111
- 2016 SF111
- 2016 SG111
- 2016 SH111
- 2016 SJ111
- 2016 SK111
- 2016 SL111
- 2016 SM111
- 2016 SN111
- 2016 SO111
- 2016 SP111
- 2016 SQ111
- 2016 SR111
- 2016 SS111
- 2016 ST111
- 2016 SU111
- 2016 SV111
- 2016 SW111
- 2016 SX111
- 2016 SY111
- 2016 SZ111
- 2016 SA112
- 2016 SB112
- 2016 SC112
- 2016 SD112
- 2016 SE112
- 2016 SF112
- 2016 SG112
- 2016 SH112
- 2016 SJ112
- 2016 SK112
- 2016 SL112
- 2016 SM112
- 2016 SN112
- 2016 SO112
- 2016 SP112
- 2016 SQ112
- 2016 SR112
- 2016 SS112
- 2016 SV112
- 2016 SW112
- 2016 SX112
- 2016 SY112
- 2016 SZ112
- 2016 SA113
- 2016 SB113
- 2016 SC113
- 2016 SD113
- 2016 SE113
- 2016 SF113
- 2016 SG113
- 2016 SH113
- 2016 SJ113
- 2016 SK113
- 2016 SL113
- 2016 SM113
- 2016 SN113
- 2016 SO113
- 2016 SP113
- 2016 SR113
- 2016 SS113
- 2016 ST113
- 2016 SU113
- 2016 SV113
- 2016 SW113
- 2016 SX113
- 2016 SY113
- 2016 SZ113
- 2016 SA114
- 2016 SB114
- 2016 SC114
- 2016 SD114
- 2016 SE114
- 2016 SF114
- 2016 SG114
- 2016 SH114
- 2016 SJ114
- 2016 SK114
- 2016 SL114
- 2016 SM114
- 2016 SN114
- 2016 SO114
- 2016 SP114
- 2016 SR114
- 2016 ST114
- 2016 SU114
- 2016 SV114
- 2016 SW114
- 2016 SX114
- 2016 SY114
- 2016 SZ114
- 2016 SB115
- 2016 SC115
- 2016 SD115
- 2016 SE115
- 2016 SF115
- 2016 SG115
- 2016 SH115
- 2016 SJ115
- 2016 SK115
- 2016 SM115
- 2016 SN115
- 2016 SO115
- 2016 SP115
- 2016 SR115
- 2016 SS115
- 2016 ST115
- 2016 SU115
- 2016 SV115
- 2016 SW115
- 2016 SX115
- 2016 SY115
- 2016 SZ115
- 2016 SA116
- 2016 SB116
- 2016 SC116
- 2016 SD116
- 2016 SE116
- 2016 SF116
- 2016 SG116
- 2016 SH116
- 2016 SJ116
- 2016 SK116
- 2016 SL116
- 2016 SM116
- 2016 SN116
- 2016 SO116
- 2016 SP116
- 2016 SQ116
- 2016 SR116
- 2016 SS116
- 2016 ST116
- 2016 SU116
- 2016 SX116
- 2016 SY116
- 2016 SZ116
- 2016 SA117
- 2016 SB117
- 2016 SC117
- 2016 SD117
- 2016 SE117
- 2016 SF117
- 2016 SG117
- 2016 SK117
- 2016 SL117
- 2016 SM117
- 2016 SN117
- 2016 SO117
- 2016 SP117
- 2016 SQ117
- 2016 SR117
- 2016 ST117
- 2016 SU117
- 2016 SV117
- 2016 SW117
- 2016 SX117
- 2016 SY117
- 2016 SZ117
- 2016 SA118
- 2016 SB118
- 2016 SC118
- 2016 SD118
- 2016 SE118
- 2016 SF118
- 2016 SG118
- 2016 SK118
- 2016 SL118
- 2016 SM118
- 2016 SN118
- 2016 SO118
- 2016 SP118
- 2016 SQ118
- 2016 SR118
- 2016 ST118
- 2016 SU118
- 2016 SV118
- 2016 SW118
- 2016 SY118
- 2016 SA119
- 2016 SB119
- 2016 SC119
- 2016 SD119
- 2016 SE119
- 2016 SF119
- 2016 SG119
- 2016 SH119
- 2016 SJ119
- 2016 SK119
- 2016 SL119
- 2016 SO119
- 2016 SP119
- 2016 SQ119
- 2016 SR119
- 2016 SS119
- 2016 ST119
- 2016 SU119
- 2016 SW119
- 2016 SY119
- 2016 SZ119
- 2016 SA120
- 2016 SB120
- 2016 SC120
- 2016 SD120
- 2016 SE120
- 2016 SF120
- 2016 SG120
- 2016 SH120
- 2016 SJ120
- 2016 SK120
- 2016 SL120
- 2016 SM120
- 2016 SN120
- 2016 SO120
- 2016 SP120
- 2016 SQ120
- 2016 SR120
- 2016 SS120
- 2016 SU120
- 2016 SV120
- 2016 SW120
- 2016 SX120
- 2016 SY120
- 2016 SZ120
- 2016 SA121
- 2016 SB121
- 2016 SC121
- 2016 SD121
- 2016 SE121
- 2016 SF121
- 2016 SG121
- 2016 SH121
- 2016 SJ121
- 2016 SK121
- 2016 SL121
- 2016 SM121
- 2016 SN121
- 2016 SO121
- 2016 SP121
- 2016 SQ121
- 2016 SR121
- 2016 SS121
- 2016 ST121
- 2016 SU121
- 2016 SV121
- 2016 SW121
- 2016 SX121
- 2016 SZ121
- 2016 SA122
- 2016 SB122
- 2016 SC122
- 2016 SD122
- 2016 SF122
- 2016 SG122
- 2016 SH122
- 2016 SJ122
- 2016 SK122
- 2016 SL122
- 2016 SM122
- 2016 SN122
- 2016 SO122
- 2016 SP122
- 2016 SQ122
- 2016 SR122
- 2016 SS122
- 2016 ST122
- 2016 SU122
- 2016 SV122
- 2016 SW122
- 2016 SX122
- 2016 SY122
- 2016 SZ122
- 2016 SA123
- 2016 SB123
- 2016 SC123
- 2016 SD123
- 2016 SE123
- 2016 SF123
- 2016 SG123
- 2016 SH123
- 2016 SJ123
- 2016 SK123
- 2016 SL123
- 2016 SM123
- 2016 SN123
- 2016 SO123
- 2016 SP123
- 2016 SQ123
- 2016 SR123
- 2016 SS123
- 2016 ST123
- 2016 SU123
- 2016 SV123
- 2016 SW123
- 2016 SX123
- 2016 SY123
- 2016 SZ123
- 2016 SA124
- 2016 SB124
- 2016 SC124
- 2016 SD124
- 2016 SE124
- 2016 SF124
- 2016 SG124
- 2016 SH124
- 2016 SJ124
- 2016 SK124
- 2016 SL124
- 2016 SM124
- 2016 SN124
- 2016 SO124
- 2016 SP124
- 2016 SQ124
- 2016 SR124
- 2016 SS124
- 2016 ST124
- 2016 SU124
- 2016 SV124
- 2016 SW124
- 2016 SX124
- 2016 SY124
- 2016 SA125
- 2016 SB125
- 2016 SC125
- 2016 SD125
- 2016 SE125
- 2016 SF125
- 2016 SG125
- 2016 SH125
- 2016 SJ125
- 2016 SK125
- 2016 SL125
- 2016 SM125
- 2016 SO125
- 2016 SP125
- 2016 SQ125
- 2016 SR125
- 2016 SS125
- 2016 ST125
- 2016 SU125
- 2016 SV125
- 2016 SW125
- 2016 SX125
- 2016 SY125
- 2016 SZ125
- 2016 SA126
- 2016 SB126
- 2016 SC126
- 2016 SD126
- 2016 SE126
- 2016 SF126
- 2016 SG126
- 2016 SH126
- 2016 SJ126
- 2016 SK126
- 2016 SL126
- 2016 SM126
- 2016 SN126
- 2016 SO126
- 2016 SP126
- 2016 SQ126
- 2016 SR126
- 2016 SS126
- 2016 ST126
- 2016 SU126
- 2016 SV126
- 2016 SW126
- 2016 SX126
- 2016 SY126
- 2016 SZ126
- 2016 SA127
- 2016 SB127
- 2016 SD127
- 2016 SE127
- 2016 SF127
- 2016 SG127
- 2016 SH127
- 2016 SJ127
- 2016 SK127
- 2016 SL127
- 2016 SM127
- 2016 SN127
- 2016 SP127
- 2016 SQ127
- 2016 SR127
- 2016 SS127
- 2016 ST127
- 2016 SU127
- 2016 SV127
- 2016 SW127
- 2016 SX127
- 2016 SY127
- 2016 SZ127
- 2016 SA128
- 2016 SB128
- 2016 SC128
- 2016 SD128
- 2016 SF128
- 2016 SG128
- 2016 SH128
- 2016 SJ128
- 2016 SK128
- 2016 SM128
- 2016 SN128
- 2016 SO128
- 2016 SP128
- 2016 SQ128
- 2016 SS128
- 2016 ST128
- 2016 SU128
- 2016 SV128
- 2016 SW128
- 2016 SX128
- 2016 SY128
- 2016 SZ128
- 2016 SA129
- 2016 SB129
- 2016 SC129
- 2016 SD129
- 2016 SE129
- 2016 SF129
- 2016 SG129
- 2016 SH129
- 2016 SJ129
- 2016 SK129
- 2016 SL129
- 2016 SM129
- 2016 SN129
- 2016 SO129
- 2016 SP129
- 2016 SR129
- 2016 SS129
- 2016 ST129
- 2016 SU129
- 2016 SV129
- 2016 SW129
- 2016 SX129
- 2016 SY129
- 2016 SZ129
- 2016 SA130
- 2016 SB130
- 2016 SC130
- 2016 SD130
- 2016 SE130
- 2016 SF130
- 2016 SG130
- 2016 SH130
- 2016 SJ130
- 2016 SK130
- 2016 SL130
- 2016 SM130
- 2016 SN130
- 2016 SO130
- 2016 SP130
- 2016 SQ130
- 2016 SR130
- 2016 SS130
- 2016 ST130
- 2016 SU130
- 2016 SV130
- 2016 SW130
- 2016 SX130
- 2016 SY130
- 2016 SZ130
- 2016 SA131
- 2016 SB131
- 2016 SC131
- 2016 SD131
- 2016 SE131
- 2016 SF131
- 2016 SG131
- 2016 SH131
- 2016 SJ131
- 2016 SK131
- 2016 SL131
- 2016 SM131
- 2016 SN131
- 2016 SO131
- 2016 SP131
- 2016 SQ131
- 2016 SR131
- 2016 SS131
- 2016 ST131
- 2016 SU131
- 2016 SV131
- 2016 SW131
- 2016 SX131
- 2016 SY131
- 2016 SZ131
- 2016 SA132
- 2016 SB132
- 2016 SC132
- 2016 SD132
- 2016 SE132
- 2016 SF132
- 2016 SG132
- 2016 SH132
- 2016 SJ132
- 2016 SK132
- 2016 SL132
- 2016 SM132
- 2016 SN132
- 2016 SO132
- 2016 SP132
- 2016 SQ132
- 2016 SR132
- 2016 SS132
- 2016 ST132